# Felicitè Mbezelè
Felicitè Mbezelè (Yaoundé, 22 settembre 1960) è un'attrice camerunese.

## Biografia
Nata in Camerun, vive fin dalla giovane età in Italia, a Roma. Recita in varie serie TV, in particolare interpretando il ruolo di "Suor Mary" nelle tre stagioni della fiction di Rai Uno Una donna per amico. Tra le altre TV a cui ha preso parte vi sono Tutto può succedere e Tutti insieme all'improvviso.
Ha recitato anche in diverse pellicole cinematografiche a partire dalla fine degli anni novanta.

## Filmografia

### Cinema
- Intolerance (1996)
- Harem Suare (1999)
- In principio erano le mutande (1999)
- Malefemmene (2001)
- Il pranzo della domenica (2003)
- La solitudine dei numeri primi (2010)
- Black Star (2012)
- La sedia della felicità (2013)
- Mister Felicità (2017)
- Caccia al tesoro (2017)
- Beate (2018)
- Natale a 5 stelle (2018)

### Televisione
- Un nero per casa, Canale 5 (1996)
- Uno di noi, Rai 1 (1996)
- S.P.Q.R., Italia 1 (1998)
- Una donna per amico, Rai 1 (1998-2001)
- Morte di una ragazza perbene, Rai 1 (1999)
- Tequila & Bonetti, Italia 1 (2000)
- Distretto di Polizia 2, Canale 5 (2001)
- Il bello delle donne 2, Canale 5 (2002)
- Ultima pallottola, Canale 5 (2003)
- Un ciclone in famiglia 3, Canale 5 (2007)
- Miacarabefana.it, Rai Uno (2009)
- Tutto può succedere, Rai Uno (2015-2018)
- Tutti insieme all'improvviso, Canale 5 (2016)